# John Robin Warren
John Robin Warren (Adelaide, 11 de junho de 1937 – Perth, 23 de julho de 2024) foi um médico australiano.
Estudou o papel da bactéria helicobacter pylori no desenvolvimento da úlcera péptica, contrapondo-se à doutrina tradicional segundo a causa da úlcera seria o stress, comida picante e ácida.
Recebeu em conjunto com o seu colega Barry Marshall o Nobel de Fisiologia ou Medicina de 2005.

## Morte
Warren morreu no dia 23 de julho de 2024, aos 87 anos.